# المتطلبات الوظيفية للبيانات الاستنادية
المتطلبات الوظيفية للبيانات الاستنادية ( FRAD ) ، التي كانت تُعرف سابقًا باسم المتطلبات الوظيفية للتسجيلات الاستنادية ( FRAR ) هي نموذج مفاهيمي للعلاقة بين الكيانات تم تطويره بواسطة الاتحاد الدولي لجمعيات ومؤسسات المكتبات (IFLA) لربط البيانات المسجلة في هيئة المكتبة سجلات لاحتياجات مستخدمي تلك السجلات وتسهيل وتبادل تلك البيانات.
تم تقديم المسودة في عام 2004 في المؤتمر والمجلس العامين للإفلا السبعين في بوينس آيرس بواسطة جلين باتون. وهو امتداد وتوسيع لنموذج FRBR ، مضيفًا العديد من الكيانات والسمات.
يهدف العمل المفاهيمي والتطبيقات المستقبلية إلى دعم أربع مهام، يتم تنفيذها بشكل متكرر من قبل المستخدمين في سياق المكتبة - إما مستفيدي المكتبة (المهام الثلاث الأولى) ، أو المكتبيون أنفسهم (جميع المهام الأربع):
- بحث : البحث عن كيان أو مجموعة من الكيانات المطابقة للمعايير المذكورة ؛
- تحديد : تحديد كيان.
- السياق : وضع شخصًا أو هيئة اعتبارية أو عملًا، وما إلى ذلك في السياق ؛
- الضبط : توثيق المرجع الذي على أساسه تم اختيار اسم أو شكل الاسم الذي تعتمد عليه نقطة الوصول.

بجانب تطوير FRAR ، فإن الفريق العامل المعني بالمتطلبات الوظيفية وترقيم سجلات الهيئة (FRANAR) مكلف أيضًا بدراسة جدوى الرقم المعياري الدولي للبيانات الاستنادية (ISADN) والعمل كجهة اتصال رسمية مع IFLA والعمل مع الآخرين مجموعات المهتمين فيما يتعلق بالملفات الاستنادية.

## روابط خارجية
- مجموعة العمل المعنية بالمتطلبات الوظيفية وترقيم سجلات التفويض (FRANAR)
- النص الكامل مع تصحيحات 2009 و 2013